# Găgești
Găgești è un comune della Romania di 2 248 abitanti, ubicato nel distretto di Vaslui, nella regione storica della Moldavia. 
Il comune è formato dall'unione di 5 villaggi: Găgești, Giurcani, Peicani, Popeni, Tupilați.